# Bezpieczna przystań (serial telewizyjny)
Bezpieczna przystań (ang. Safe Harbor, 1999) – amerykański serial obyczajowy stworzony przez Brendę Hampton.
Jego światowa premiera odbyła się 20 września 1999 roku na kanale The WB. Ostatni odcinek został wyemitowany 28 listopada 1999 roku. W Polsce serial nadawany był na kanale TVP1.

## Obsada
- Gregory Harrison jako szeryf John Loring
- Rue McClanahan jako babcia Loring
- Christopher Khayman Lee jako Hayden Loring
- Jeremy Lelliott jako Turner Loring
- Jamie Williams jako Jeff Loring
- Orlando Brown jako Chris
- Chyler Leigh jako Jamie Martin
- Deborah Magdalena jako Deputy Lopez
- Anthony Hubert jako Deputy Chafin
- Scott Vickaryous jako Hayden Loring (tylko odcinek pilotażowy)

## Spis odcinków
| N/o            | Tytuł angielski                 |
| -------------- | ------------------------------- |
|                |                                 |
| SERIA PIERWSZA |                                 |
|                |                                 |
| 01             | One More Time: The Great Escape |
|                |                                 |
| 02             | Can't Touch That                |
|                |                                 |
| 03             | Dog Day Afternoons and Nights   |
|                |                                 |
| 04             | By Any Means Necessary          |
|                |                                 |
| 05             | Older Women, Younger Men        |
|                |                                 |
| 06             | Life Insurance                  |
|                |                                 |
| 07             | The Invasion                    |
|                |                                 |
| 08             | The Un-Thanksgiving Show        |
|                |                                 |
| 09             | One for the Road                |
|                |                                 |
| 10             | Boys Will Be Boys               |
|                |                                 |